# Бело-Поле (Благоевградская область)
Бело-Поле (болг. Бело поле) — село в Благоевградской области Болгарии. Входит в состав общины Благоевград. Находится примерно в 4 км к западу от центра города Благоевград. По данным переписи населения 2011 года, в селе  проживало 613 человек, преобладающая национальность — болгары.

## Население
| Год     | 1934 | 1946 | 1956 | 1965 | 1975 | 1985 | 1992 | 2001 | 2011 | 2022 |
| ------- | ---- | ---- | ---- | ---- | ---- | ---- | ---- | ---- | ---- | ---- |
| Жителей | 219  | 190  | 213  | 388  | 564  | 570  | 591  | 603  | 613  | 612  |

|  |